# لیبیگ (دهانه)
لیبیگ یک دهانه برخوردی در ماه‌ است.

## دهانه‌های اقماری
این دهانه ۶ دهانه اقماری دارد.
| Liebig | عرض جغرافیایی | طول جغرافیایی | قطر          |
| ------ | ------------- | ------------- | ------------ |
| A      | ۲۴.۳° S       | ۴۷.۷° W       | ۱۲.۰ کیلومتر |
| B      | ۲۵.۰° S       | ۴۷.۱° W       | ۹.۰ کیلومتر  |
| G      | ۲۶.۱° S       | ۴۵.۸° W       | ۲۰.۰ کیلومتر |
| F      | ۲۴.۶° S       | ۴۵.۷° W       | ۹.۰ کیلومتر  |
| H      | ۲۶.۳° S       | ۴۷.۳° W       | ۱۱.۰ کیلومتر |
| J      | ۲۴.۸° S       | ۴۵.۰° W       | ۴.۰ کیلومتر  |